# Szklarnia wieżowa w Wojewódzkim Parku Kultury i Wypoczynku
Szklarnia wieżowa w Wojewódzkim Parku Kultury i Wypoczynku – szklarnia w Wojewódzkim Parku Kultury i Wypoczynku (obecnie Park Śląski) w Chorzowie, w postaci wieży hydroponicznej, która istniała w latach 1968–1983. 

## Historia
Szklarnia wieżowa w parku powstała w 1968 roku według projektu Othmara Ruthnera. Wieża w Chorzowie była poprzedzona podobną konstrukcją o wysokości 41 m tegoż projektanta, którą wybudowano na potrzeby Międzynarodowej Wystawy Ogrodniczej WIG 64 w Wiedniu w 1964 roku.
Otwarcie nastąpiło 23 czerwca 1968 roku z okazji Ogólnopolskiej Wystawy Ogrodniczej. Na otwarcie zjawili się m.in. Edward Gierek oraz Jerzy Ziętek. Konstrukcję szklarni wieżowej wykonała firma Konstal, natomiast firma Elektroprojekt Katowice opracowała zasilanie i sterowanie urządzeniami, w tym ogrzewaniem i klimatyzacją. 

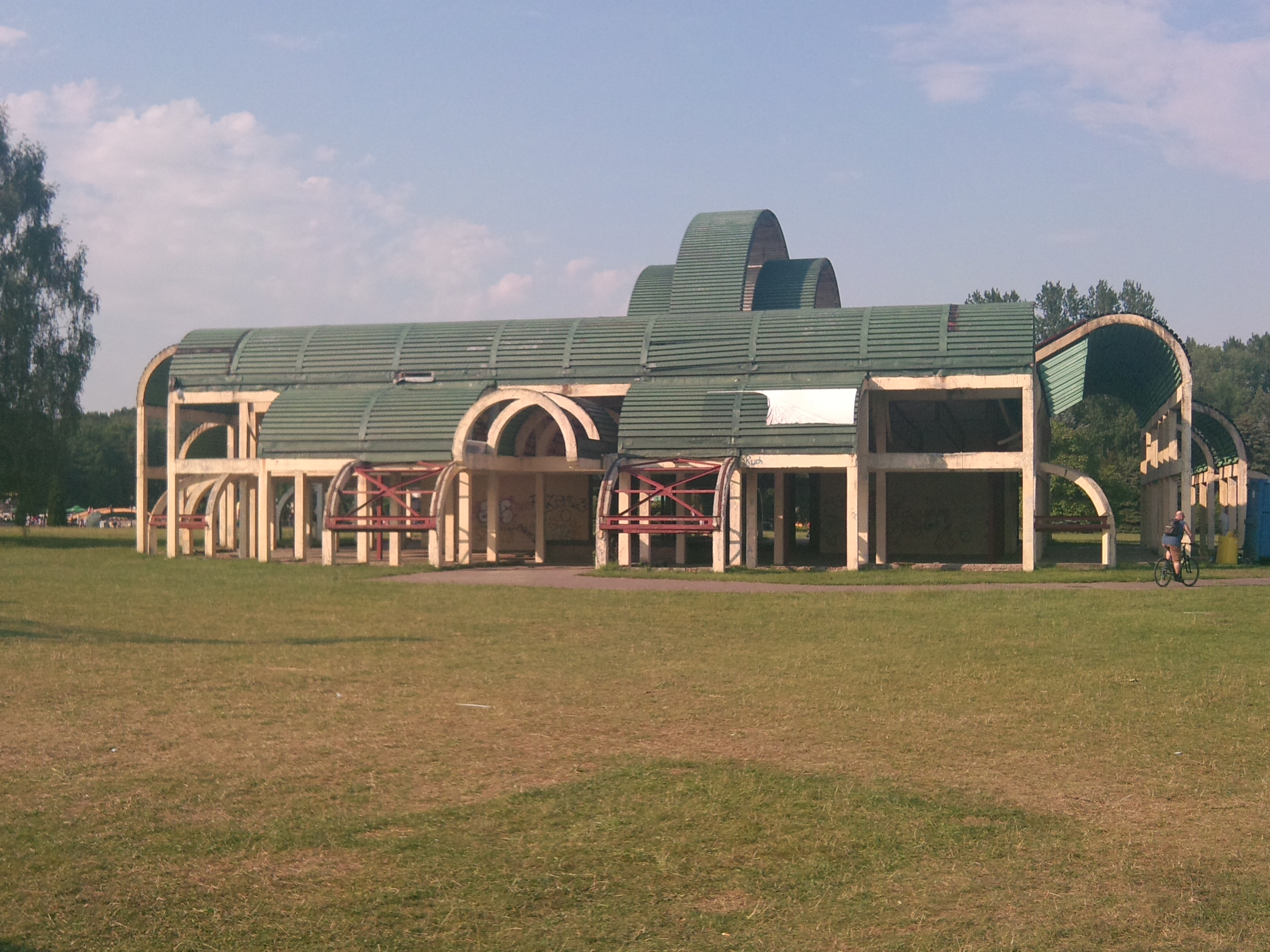
Tzw. szkieletor wzniesiony na miejscu wieży, stan na 2012 rok

W 1983 roku wieżę zdemontowała firma Mostostal. Głównym powodem rozebrania konstrukcji było ściemnienie z upływem lat poliestrowej powłoki, która była wykorzystywana zamiast szkła. Z tego to powodu do roślin docierało coraz mniej światła. Z konstrukcji wieży pozostały tylko fundamenty oraz metalowe słupy. Przed rozbiórką obiektu nie wykonano jego szczegółowej dokumentacji. Na miejscu szklarni rozpoczęto budowę Pawilonu Kultury Ogrodniczej w 1986 roku, tzw. szkieletora, który wyburzono około 2013 roku. Wizerunek wieży znajduje się na witrażu z 1994 roku w chorzowskim ratuszu.

## Architektura
Wieża miała średnicę 11 metrów, wznosiła się na wysokość 54 metrów, będąc najwyższym tego typu obiektem na świecie. Powierzchnia użytkowa szklarni wynosiła około 1000 m². Przy wieży wzniesiono pomieszczenia gospodarcze. W jednym z nich znajdowało się laboratorium zajmujące się badaniem gleby.
Rośliny w szklarni wieżowej były uprawiane hydroponicznie, znajdowały się na 285 półkach wprawianych w pionowy ruch w ten sposób, aby w ciągu doby wszystkie rośliny zostały równomiernie doświetlone i ogrzane. W trakcie pracy urządzeń rośliny były również nawożone. Cały system był zautomatyzowany i do obsługi wystarczyły dwie osoby. Zimą szklarnię ogrzewano gazem, natomiast latem pracowała klimatyzacja.